# She Ain’t You
She Ain’t You ist ein Lied des US-amerikanischen Sängers und Songwriters Chris Brown. Es wurde am 28. März 2011 als vierte Singleauskopplung von Browns viertem Studioalbum F.A.M.E. veröffentlicht, woraufhin der Titel Platz 27 in den Billboard Hot 100 und Rang 53 in den Charts des Vereinigten Königreiches erreichte. Der Titel sampelte unter anderem das Lied „Human Nature“ von Michael Jackson aus dem Jahr 1983.

## Hintergrund und Veröffentlichung
Das Lied wurde von Chris Brown, Jean Baptiste, Ryan Buendia, Kevin McCall und Jason Boyd geschrieben, als Produzenten fungierten dabei Free School. John Bettis, Steve Porcaro (beide „Human Nature“) und Brian Morgan („Right Here“) zählen ebenfalls zu den Autoren des Titels, da „She Ain’t You“ die beiden Lieder sampelt. Die Aufnahmen fanden in den Stadium Red Studios in New York City statt, um die Abmischung kümmerte sich Brian Springer im The Record Plant, einem Tonstudio in Los Angeles. Amber Streeter der Girlgroup RichGirl zeigte sich für den Hintergrund-Gesang verantwortlich.
Am 28. März 2011 veröffentlichte man das Lied exklusiv für das Urban Contemporary Radio, ab dem 19. April konnte man es auch im Rhythmic Contemporary Radio hören. Für das Radioformat Contemporary Hit Radio, welches sich an den offiziellen Charts orientiert, war es ab dem 31. Mai 2011 erhältlich.

## Komposition
„She Ain’t You“ ist eine von R&B und Popmusik inspirierte Ballade in mittlerer Geschwindigkeit, welche einen „elektronischen und besonnenen Rhythmus“ hat. Laut dem Album-Booklet sampelt der Titel das Lied „Human Nature“ von Michael Jackson aus dem Jahr 1983 und enthält außerdem Teile des Musikstückes „Right Here“ und dessen Remixversion, gesungen von der Band SWV. Zudem kann man aus dem Lied auch die Schläge eine Schlagzeuges heraushören. Najah Goldstein war der Meinung, dass der Titel an ein „R&B-Liebeslied aus den 90er Jahren“ erinnert. Scott Shetler hielt fest, dass Brown in dem Lied darüber singt, dass er „zwar eine neue Freundin gefunden hat, allerdings nicht glücklich ist, da er immer noch seine Exfreundin bevorzugt“. Eine andere Rezensentin fiel auf, dass der Vers „With You I Had a Bad Romance“ ein Verweis auf das Lied „Bad Romance“ von Lady Gaga sein könnte. Zudem merkte sie an, dass der Titel „langsamen und schmollenden Gesang“ beinhalte.

## Musikvideo

### Hintergrund und Zusammenfassung
Das Video wurde von Colin Tilley gedreht, der in dieser Funktion schon oft mit Brown zusammengearbeitet hat. Am 2. Mai 2011 wurde es erstmals gezeigt. Während des gesamten Videos zollt Brown dem US-amerikanischen Entertainer Michael Jackson Tribut, was sich unter anderem in dem Nachahmen dessen Tanzbewegungen zeigt.
Das Video beginnt mit einer Widmung: „Dedicated to my biggest inspiration of all time … I Love You. R.I.P. Michael Jackson. 08/29/58 – 06/25/09.“ (dt.: Meiner größten Inspiration überhaupt gewidmet … Ich liebe dich. R.I.P. Michael Jackson. 08/29/58 – 06/25/09.). Anschließend sieht man Brown, gekleidet in einem weißen Anzug aus den 1980er Jahren und einem Filzhut, wie er mit einigen Tänzern vor einer mit neonlicht angestrahlten Wand eine Choreografie tanzt. Die Kleidung erinnert stark an die Jacksons in dem Video zu dessen Single „Smooth Criminal“. Zwischen diesen Szenen sieht man Brown in einem schwarzen Anzug tanzend vor einem dunklen Wolkenhintergrund. Während des Refrains sind sowohl Amber Streeter als auch Brown im Bild, dabei werden sie von goldenen Schmetterlingen umgeben. Am Ende des Videos hat es den Anschein, als fliege Brown durch die Luft.

### Rezeption
Ein Rezensent für die Zeitschrift Rap-Up war der Meinung, dass Brown während des Videos das darbiete, was er am besten könne – das Tanzen. Anthony Osei des Complex-Magazines schrieb, dass „wenn einer eine großartige Hommage an Michael Jackson machen kann, es auf jeden Fall Chris Brown ist“. Bei der Website Idolator wertete man das Video als „in milder Weise angenehm“. Brad Wete von Entertainment Weekly zeigte sich von Browns tänzerischen Fähigkeiten beeindruckt und nannte diese „gigantisch“. Des Weiteren schrieb er in seiner Rezension, dass „man in Verlegenheit gerät, wenn man auf dem Markt einen Sänger finden will, der genug tänzerische Qualität besitzt, um überhaupt eine angemessene Michael-Jackson-Hommage zu versuchen. Brown ist einer der Wenigen – wenn nicht der Einzige.“

## Rezeption

### Kritiken
Das Lied erlangte geteilte Kritiken, so wurde beispielsweise der Liedtext oftmals als „unsympathisch“ bezeichnet. Najah Goldstein stellte in ihrer Rezension fest, dass Brown eine „viel weichere Seite“ von sich zeige. Zudem sei das Lied definitiv für die Damen geeignet, laut Goldstein „vielleicht sogar für Rihanna“. In einer Rezension für die Tageszeitung Boston Globe hieß es, dass der Titel „total unverschämt und vollkommen wirkungsvoll“ sei, da er einen großen Teil seines Charmes durch das Samplen des Liedes „Human Nature“ von Michael Jackson ableite. Margaret Wappler der Los Angeles Times wertete die Stimmung der Single als „wohltuend vielschichtig“. Eine andere Rezensentin beschrieb „She Ain’t You“ als „ein süßes und niedliches Liebeslied“. Sean Fennessey äußerte sich in seiner Review über Jackson und Brown. So schrieb er zum Beispiel, dass Jackson lange Zeit das emotionale, körperliche und musikalische Vorbild Browns gewesen sei. Bei diesem Titel flehe Brown schließlich um einen Vergleich der beiden Künstler, den der Rezensent als „nicht schön“ bezeichnete.

### Auszeichnungen und Nominierungen
Bei den Soul Train Music Awards 2011 war das Lied zweimal nominiert. In den Kategorien „Song of the Year“ und „Best Dance Performance“ verlor es jedoch gegen Kelly Rowlands „Motivation“ und Beyoncés „Run the World (Girls)“.

## Kommerzieller Erfolg

### Chartplatzierungen
In Deutschland stieg das Lied nicht in die Charts ein. Im Vereinigten Königreich erlangte es im Oktober in der ersten Woche Platz 75, in der darauffolgenden Woche erreichte es Rang 61, ehe es in der dritten Woche mit Platz 53 seine Höchstposition erlangte. In seinem letzten Eintrag in den britischen Charts belegte es Platz 73. In den USA erreichte es in den Hot R&B/Hip Hop Songs Platz fünf. In den Billboard Hot 100 stieg es im April 2011 auf Platz 90 ein und erreichte nach 16 Wochen, im August, mit Rang 27 seine Höchstplatzierung.
| ChartsChartplatzierungen       | Höchstplatzierung | Wochen |
| ------------------------------ | ----------------- | ------ |
| Vereinigte Staaten (Billboard) | 27 (20 Wo.)       | 20     |
| Vereinigtes Königreich (OCC)   | 53 (6 Wo.)        | 6      |

| ChartsJahrescharts (2011)      | Platzierung |
| ------------------------------ | ----------- |
| Vereinigte Staaten (Billboard) | 89          |

### Auszeichnungen für Musikverkäufe
| Land/Region               | Auszeichnungen für Musikverkäufe (Land/Region, Auszeichnung, Verkäufe) | Verkäufe  |
| ------------------------- | ---------------------------------------------------------------------- | --------- |
| Australien (ARIA)         | Platin                                                                 | 70.000    |
| Neuseeland (RMNZ)         | Platin                                                                 | 30.000    |
| Vereinigte Staaten (RIAA) | 2× Platin                                                              | 2.000.000 |
| Insgesamt                 | 4× Platin ·                                                            | 2.100.000 |

Hauptartikel: Chris Brown (Sänger)/Auszeichnungen für Musikverkäufe

## Live-Auftritte
Bei den BET Awards 2011, bei denen Brown siebenmal nominiert war, trat er auf und sang die Lieder „She Ain’t You“, „Look at Me Now“ und „Paper, Scissors, Rock“. Dabei begann der Auftritt mit „She Ain’t You“, welches er in einem grauen Anzug mit wallenden Hosenbeinen vortrug. Anschließend wechselte er seine Kleidung und trug nun einen schwarzen Overall, wobei gleichzeitig die Musik für „Look at Me Now“ begann. Busta Rhymes betrat ebenfalls die Bühne. Sein Auftritt endete mit „Paper, Scissors, Rock“. Am 15. Juli sang er den Titel zudem vor rund 18.000 Zuschauern als Teil einer Konzertserie der The Today Show im Rockefeller Center in New York City. Zusätzlich sang er damals noch die Lieder „Yeah 3x“, „I Can Transform Ya“ und „Forever“. „She Ain’t You“ befand sich zudem auf der Setlist der F.A.M.E. Tour, welche von April bis Dezember in Australien, Nordamerika und Asien stattfand.

## Mitwirkende Personen
Quelle: Album-Booklet
- Chris Brown – Gesang, Songwriting
- Jean Baptiste – Songwriter
- John Bettis – Songwriter
- Mark Beaven – Abmischung (Assistent)
- Jason Boyd – Songwriting
- Ryan Buendia – Songwriterin
- Iain Findlay – Abmischung (Assistent)
- Kevin McCall – Songwriter
- Brian Morgan – Songwriter
- Steve Porcaro – Songwriter
- Free School – Produzenten
- Brian Springer – Abmischung
- Amber Streeter – Hintergrund-Gesang